# Jakob Rosius
Jakob Rosius (* 1598 in Biberach an der Riß; †  20. August 1676 in Biel) war ein Astronom, Mathematiker, Lehrer und Theologe.

## Leben
Rosius ließ sich um 1622 nach einem Studium der Theologie in Biel nieder und war gemäß den Ratsprotokollen zunächst als Schulmeister tätig. Ab 1626 gab er ein Kalendarium heraus, den sogenannten Rosiuskalender, der bis weit ins 19. Jahrhundert jährlich erschien. Ebenfalls 1626 wurde Rosius Bürger der Stadt Biel. 1629 wurde er zum Pfarrer von Pieterlen gewählt, konnte diese Stelle allerdings nicht antreten, da die Berner Obrigkeit ihn als atheistisch einschätzte. Er betätigte sich in der Folge als Mathematiker und betrieb astronomische Studien.

## Ehrungen
In Biel ist sowohl eine Straße als auch ein angrenzender Platz nach ihm benannt.

## Schriften
- Nova institutio Arithmetices (Bern 1649)
- Zeit- und Kirchenrechnung (Solothurn 1662)
- Bericht über einen Kometen (1664)